# 1967 en astronautique
Chronologie de l'astronautique
- 1963
- 1964
- 1965
- 1966
- 1967
- 1968
- 1969
- 1970
- 1971

Cette page présente une chronologie des événements qui se sont produits pendant l'année 1967 dans le domaine de l'astronautique.

## Synthèse de l'année 1967

### Vols habités
- 27 janvier : le vaisseau Apollo 1 est détruit par un incendie lors d'un exercice au sol et entraîne la mort des astronautes américains Virgil Grissom, Edward White et Roger Chaffee.

## Activité spatiale détaillée

### Chronologie

#### Janvier
| Date            | Lanceur             | Base de lancement | Type                   | Charge utile    | Notes                                       |
| 11 janvier 1967 | Delta E1            | Cape Canaveral    | Orbite géostationnaire | Intelsat II F-2 | Satellite de télécommunications             |
| 14 janvier 1967 | Thor SLV-2A Agena D | Vandenberg        | Orbite basse           | Corona KH-4A-34 | Satellite de renseignement optique          |
| 18 janvier 1967 | Titan IIIC          | Cape Canaveral    | Orbite géosynchrone    | IDCSP x 8       | Satellites de télécommunications militaires |
| 19 janvier 1967 | Vostok 8A92         | Baïkonour         | Orbite basse           | Zenit-2 No. 43  | Satellite de reconnaissance                 |
| 25 janvier 1967 | Tsiklon             | Baïkonour         | Orbite basse           | OGCh            | Test bombe atomique orbitale                |
| 26 janvier 1967 | Delta E             | Vandenberg        | Orbite héliosynchrone  | ESSA-TIROS 4    | Satellite météorologique                    |
| 31 janvier 1967 | Scout B             | Vandenberg        | Orbite basse           | OV3-5           | Satellite expérimental Échec                |

#### Février
| Date            | Lanceur             | Base de lancement | Type                  | Charge utile        | Notes                               |
| 2 février 1967  | Atlas SLV-3 Agena D | Vandenberg        | Orbite héliosynchrone | KH-7                | Satellite de reconnaissance optique |
| 5 février 1967  | Atlas SLV-3 Agena D | Cape Canaveral    | Orbite lunaire        | Lunar Orbiter 3     | Sonde spatiale lunaire              |
| 7 février 1967  | Soyouz 11A511       | Baïkonour         | Orbite basse          | Soyouz n°3          | Test Soyouz                         |
| 8 février 1967  | Thor Burner 2       | Vandenberg        | Orbite héliosynchrone | DMSP 2418           | Satellite météorologique militaire  |
| 8 février 1967  | Diamant A           | Hammaguir         | Orbite basse          | Diadème D1C         | Satellite de géodésie               |
| 8 février 1967  | Voskhod 11A57       | Baïkonour         | Orbite basse          | Zenit-4 No. 29      | Satellite de reconnaissance         |
| 14 février 1967 | Cosmos-2            | Kapoustine Iar    | Orbite basse          | DS-U2-I No. 2       | Astronomie, magnétosphère           |
| 15 février 1967 | Diamant A           | Hammaguir         | Orbite basse          | Diadème D1D         | Satellite de géodésie               |
| 22 février 1967 | Thor SLV-2A Agena D | Vandenberg        | Orbite basse          | Corona KH-4A-39     | Satellite de renseignement optique  |
| 24 février 1967 | Titan IIIB          | Vandenberg        | Orbite héliosynchrone | KH-7                | Satellite de reconnaissance optique |
| 27 février 1967 | Vostok 8A92         | Baïkonour         | Orbite basse          | Zenit-2 No. 45      | Satellite de reconnaissance         |
| 28 février 1967 | Vostok 8A92M        | Baïkonour         | Orbite héliosynchrone | Meteor 11F614 No. 6 | Satellite météorologique            |

#### Mars
| Date         | Lanceur                | Base de lancement | Type                   | Charge utile    | Notes                              |
| 3 mars 1967  | Cosmos-2               | Kapoustine Iar    | Orbite basse           | DS-U2-M No. 2   | Astronomie, magnétosphère          |
| 8 mars 1967  | Delta C                | Cape Canaveral    | Orbite basse           | OSO 3           | Observatoire solaire               |
| 10 mars 1967 | Proton (fusée)K/Blok D | Baïkonour         | Orbite basse           | Zond            | Test du vaisseau Zond              |
| 13 mars 1967 | Vostok 8A92            | Baïkonour         | Orbite basse           | Zenit-2 No. 44  | Satellite de reconnaissance        |
| 16 mars 1967 | Cosmos-2               | Baïkonour         | Orbite basse           | DS-P1-I No. 2   | Calibration radar                  |
| 21 mars 1967 | Cosmos-2               | Kapoustine Iar    | Orbite basse           | DS-MO No. 1     | Satellite technologique            |
| 22 mars 1967 | Voskhod 11A57          | Baïkonour         | Orbite basse           | Zenit-4 No. 27  | Satellite de reconnaissance        |
| 22 mars 1967 | Tsiklon                | Baïkonour         | Orbite basse           | OGCh            | Test bombe atomique orbitale Échec |
| 23 mars 1967 | Delta E1               | Cape Canaveral    | Orbite géostationnaire | Intelsat II F-3 | Satellite de télécommunications    |
| 24 mars 1967 | Cosmos-3               | Baïkonour         | Orbite basse           | Strela-2        | Satellite de télécommunications    |
| 25 mars 1967 | Cosmos-2               | Baïkonour         | Orbite basse           | DS-P1-Yu No. 7  | Calibration radar                  |
| 30 mars 1967 | Thor SLV-2A Agena D    | Vandenberg        | Orbite basse           | Corona KH-4A-35 | Satellite de renseignement optique |

#### Avril
| Date          | Lanceur             | Base de lancement | Type                  | Charge utile        | Notes                                                                |
| 4 avril 1967  | Vostok 8A92         | Baïkonour         | Orbite basse          | Zenit-2 No. 48      | Satellite de reconnaissance                                          |
| 6 avril 1967  | Atlas SLV-3 Agena D | Cape Canaveral    | Orbite moyenne        | ATS 2               | Satellite technologique                                              |
| 8 avril 1967  | Proton-K/D          | Baïkonour         | Orbite basse          | Zond                | Test du vaisseau Zond Échec                                          |
| 12 avril 1967 | Voskhod 11A57       | Baïkonour         | Orbite basse          | Zenit-4 No. 28      | Satellite de reconnaissance                                          |
| 13 avril 1967 | Lambda 4S           | Uchinoura         | Orbite basse          | Ōsumi               | Troisième tentative de lancement du premier satellite japonais Échec |
| 14 avril 1967 | Scout A             | Vandenberg        | Orbite basse          | Transit-O           | Satellite de navigation                                              |
| 17 avril 1967 | Atlas Centaur D     | Cape Canaveral    | Orbite lunaire        | Surveyor 3          | Atterrisseur lunaire                                                 |
| 20 avril 1967 | Delta E             | Vandenberg        | Orbite héliosynchrone | ESSA-TIROS 5        | Satellite météorologique                                             |
| 23 avril 1967 | Soyouz 11A511       | Baïkonour         | Orbite basse          | Soyouz 1            | Mission habitée                                                      |
| 26 avril 1967 | Scout B             | San Marco         | Orbite basse          | San Marco 2         | Etude de la haute atmosphère                                         |
| 26 avril 1967 | Titan IIIB          | Vandenberg        | Orbite héliosynchrone | KH-7                | Satellite de reconnaissance optique Échec                            |
| 27 avril 1967 | Vostok 8A92M        | Baïkonour         | Orbite héliosynchrone | Meteor 11F614 No. 7 | Satellite météorologique                                             |
| 28 avril 1967 | Titan IIIC          | Cape Canaveral    | Orbite haute          | Vela x 2            | Satellites d'alerte avancée                                          |

#### Mai
| Date        | Lanceur               | Base de lancement | Type                  | Charge utile       | Notes                                                    |
| 4 mai 1967  | Atlas SLV-3 Agena D   | Cape Canaveral    | Orbite lunaire        | Lunar Orbiter 4    | Sonde spatiale lunaire                                   |
| 5 mai 1967  | Scout A               | Vandenberg        | Orbite basse          | Ariel 3            | Etude de l'ionosphère, du bruit radio galactique,…       |
| 9 mai 1967  | Thorad SLV-2G Agena D | Vandenberg        | Orbite basse          | Corona KH-4A-40    | Satellite de renseignement optique                       |
| 9 mai 1967  | Thorad SLV-2G Agena D | Vandenberg        | Orbite basse          | P-11 2e génération | Satellite d'écoute électronique                          |
| 12 mai 1967 | Vostok 8A92           | Baïkonour         | Orbite basse          | Zenit-2 No. 49     | Satellite de reconnaissance                              |
| 15 mai 1967 | Cosmos-3M             | Baïkonour         | Orbite basse          | Tsiklon GVM        | Satellite de navigation ; prototype de la série          |
| 16 mai 1967 | Molnia M              | Baïkonour         | Orbite lunaire        | Cosmos-159         | Orbiteur lunaire du programme Luna                       |
| 17 mai 1967 | Tsiklon               | Baïkonour         | Orbite basse          | OGCh               | Test bombe atomique orbitale                             |
| 18 mai 1967 | Scout A               | Vandenberg        | Orbite basse          | Transit-O          | Satellite de navigation                                  |
| 22 mai 1967 | Voskhod 11A57         | Baïkonour         | Orbite basse          | Zenit-4 No. 31     | Satellite de reconnaissance                              |
| 22 mai 1967 | Atlas SLV-3 Agena D   | Vandenberg        | Orbite héliosynchrone | KH-7               | Satellite de reconnaissance optique                      |
| 24 mai 1967 | Delta E1              | Vandenberg        | Orbite haute          | IMP F              | Etude de la magnétosphère                                |
| 24 mai 1967 | Molnia                | Baïkonour         | Orbite de Molnia      | Molniya-1          | Satellite de télécommunications                          |
| 30 mai 1967 | Scout B               | Vandenberg        | Orbite polaire        | ESRO 2A            | Observatoire solaire et étude des rayons cosmiques Échec |
| 31 mai 1967 | Thor SLV-2 Agena D    | Vandenberg        | Orbite basse          | Poppy x 4          | Satellites d'écoute électronique                         |

#### Juin
| Date          | Lanceur               | Base de lancement | Type                  | Charge utile       | Notes                                           |
| 1er juin 1967 | Voskhod 11A57         | Baïkonour         | Orbite basse          | Zenit-4 No. 30     | Satellite de reconnaissance                     |
| 4 juin 1967   | Atlas SLV-3 Agena D   | Vandenberg        | Orbite héliosynchrone | KH-7               | Satellite de reconnaissance optique             |
| 5 juin 1967   | Cosmos-2              | Kapoustine Iar    | Orbite basse          | DS-U2-MP No. 2     | Astronomie, magnétosphère                       |
| 8 juin 1967   | Voskhod 11A57         | Baïkonour         | Orbite basse          | Zenit-2 No. 50     | Satellite de reconnaissance                     |
| 12 juin 1967  | Molnia M              | Baïkonour         | Orbite héliocentrique | Venera 4           | Atterrisseur vénusien                           |
| 12 juin 1967  | Cosmos-2              | Baïkonour         | Orbite basse          | DS-P1-Yu No. 11    | Calibration radar                               |
| 14 juin 1967  | Atlas SLV-3 Agena D   | Cape Canaveral    | Orbite héliocentrique | Mariner 5          | Survol de Vénus                                 |
| 16 juin 1967  | Cosmos-2              | Kapoustine Iar    | Orbite basse          | DS-U3-S No. 1      | Astronomie                                      |
| 16 juin 1967  | Thorad SLV-2G Agena D | Vandenberg        | Orbite basse          | Corona KH-4A-37    | Satellite de renseignement optique              |
| 16 juin 1967  | Thorad SLV-2G Agena D | Vandenberg        | Orbite basse          | P-11 2e génération | Satellite d'écoute électronique                 |
| 17 juin 1967  | Molnia M              | Baïkonour         | Orbite héliocentrique | Cosmos 167         | Atterrisseur vénusien du programme Venera Échec |
| 20 juin 1967  | Voskhod 11A57         | Baïkonour         | Orbite basse          | Zenit-4 No. 32     | Satellite de reconnaissance Échec               |
| 20 juin 1967  | Titan IIIB            | Vandenberg        | Orbite basse          | KH-8               | Satellite de reconnaissance optique             |
| 26 juin 1967  | Cosmos-3M             | Baïkonour         | Orbite basse          | Tselina-O GVM      | Satellite d'écoute électronique Échec           |
| 29 juin 1967  | Thor Burner 2         | Vandenberg        | Orbite polaire        | SECOR              | Satellite de géodésie                           |
| 29 juin 1967  | Thor Burner 2         | Vandenberg        | Orbite polaire        | Aurara 1           | Etude des aurores polaires                      |

#### Juillet
| Date             | Lanceur             | Base de lancement | Type                  | Charge utile   | Notes                                       |
| 1er juillet 1967 | Titan IIIC          | Cape Canaveral    | Orbite géosynchrone   | IDCSP x 4      | Satellites de télécommunications militaires |
| 4 juillet 1967   | Voskhod 11A57       | Baïkonour         | Orbite basse          | Zenit-2 No. 52 | Satellite de reconnaissance                 |
| 14 juillet 1967  | Atlas Centaur D     | Cape Canaveral    | Orbite héliocentrique | Surveyor 4     | Atterrisseur lunaire                        |
| 17 juillet 1967  | Tsiklon             | Baïkonour         | Orbite basse          | OGCh           | Test bombe atomique orbitale                |
| 19 juillet 1967  | Delta E1            | Cape Canaveral    | Orbite lunaire        | Explorer 35    | Etude du milieu interplanétaire             |
| 21 juillet 1967  | Voskhod 11A57       | Baïkonour         | Orbite basse          | Zenit-4 No. 33 | Satellite de reconnaissance Échec           |
| 25 juillet 1967  | Thor SLV-2A Agena D | Vandenberg        | Orbite basse          | Heavy Ferret C | Satellite d'écoute électronique             |
| 27 juillet 1967  | Atlas D             | Vandenberg        | Orbite basse          | OV1 x 3        | Satellites scientifiques Échec              |
| 28 juillet 1967  | Thor SLV-2A Agena D | Vandenberg        | Orbite polaire basse  | OGO 4          | Etude de la magnétosphère terrestre         |
| 31 juillet 1967  | Tsiklon             | Baïkonour         | Orbite basse          | OGCh           | Test bombe atomique orbitale                |

#### Août
| Date          | Lanceur               | Base de lancement | Type                  | Charge utile             | Notes                               |
| 1er août 1967 | Atlas SLV-3 Agena D   | Cape Canaveral    | Orbite lunaire        | Lunar Orbiter 5          | Sonde spatiale lunaire              |
| 7 août 1967   | Thorad SLV-2G Agena D | Vandenberg        | Orbite basse          | Corona KH-4A-42          | Satellite de renseignement optique  |
| 8 août 1967   | Tsiklon               | Baïkonour         | Orbite basse          | OGCh                     | Test bombe atomique orbitale        |
| 9 août 1967   | Voskhod 11A57         | Baïkonour         | Orbite basse          | Zenit-4 No. 34           | Satellite de reconnaissance         |
| 16 août 1967  | Titan IIIB            | Vandenberg        | Orbite basse          | KH-8                     | Satellite de reconnaissance optique |
| 23 août 1967  | Thor Burner 2         | Vandenberg        | Orbite héliosynchrone | DMSP 3419                | Satellite météorologique militaire  |
| 24 août 1967  | Cosmos-2              | Baïkonour         | Orbite basse          | DS-P1-Yu No. 8           | Calibration radar                   |
| 31 août 1967  | Molnia                | Baïkonour         | Orbite de Molnia      | Molniya-1Yu 11F67 No. 11 | Satellite de télécommunications     |

#### Septembre
| Date               | Lanceur               | Base de lancement | Type                   | Charge utile    | Notes                                                 |
| 1er septembre 1967 | Voskhod 11A57         | Baïkonour         | Orbite basse           | Zenit-2 No. 51  | Satellite de reconnaissance Échec                     |
| 7 septembre 1967   | Delta G               | Cape Canaveral    | Orbite basse           | Biosatellite-2  | Expériences biologiques avec retour sur Terre         |
| 8 septembre 1967   | Atlas SLV-3C Centaur  | Cape Canaveral    | Orbite lunaire         | Surveyor 5      | Atterrisseur lunaire                                  |
| 11 septembre 1967  | Voskhod 11A57         | Baïkonour         | Orbite basse           | Zenit-4 No. 37  | Satellite de reconnaissance                           |
| 12 septembre 1967  | Cosmos-2              | Baïkonour         | Orbite basse           | DS-P1-Yu No. 10 | Calibration radar                                     |
| 15 septembre 1967  | Thorad SLV-2G Agena D | Vandenberg        | Orbite basse           | Corona KH-4B-1  | Satellite de renseignement optique                    |
| 16 septembre 1967  | Voskhod 11A57         | Baïkonour         | Orbite basse           | Zenit-2 No. 53  | Satellite de reconnaissance                           |
| 19 septembre 1967  | Tsiklon               | Baïkonour         | Orbite basse           | OGCh            | Test bombe atomique orbitale                          |
| 19 septembre 1967  | Titan IIIB            | Vandenberg        | Orbite basse           | KH-8            | Satellite de reconnaissance optique                   |
| 22 septembre 1967  | Tsiklon               | Baïkonour         | Orbite basse           | OGCh            | Test bombe atomique orbitale                          |
| 25 septembre 1967  | Scout A               | Vandenberg        | Orbite basse           | Transit-O       | Satellite de navigation                               |
| 26 septembre 1967  | Voskhod 11A57         | Baïkonour         | Orbite basse           | Zenit-2 No. 54  | Satellite de reconnaissance                           |
| 27 septembre 1967  | Cosmos-3M             | Baïkonour         | Orbite basse           | Tsiklon GVM     | Satellite de navigation ; prototype de la série Échec |
| 27 septembre 1967  | Proton-K/D            | Baïkonour         | Orbite haute           | Zond 1967A      | Survol de la Lune Échec                               |
| 28 septembre 1967  | Delta E1              | Cape Canaveral    | Orbite géostationnaire | Intelsat II F-4 | Satellite de télécommunications                       |

#### Octobre
| Date            | Lanceur       | Base de lancement | Type                  | Charge utile        | Notes                               |
| 3 octobre 1967  | Molnia        | Baïkonour         | Orbite de Molnia      | Molniya-1           | Satellite de télécommunications     |
| 11 octobre 1967 | Thor Burner 2 | Vandenberg        | Orbite héliosynchrone | DMSP 4417           | Satellite météorologique militaire  |
| 11 octobre 1967 | Voskhod 11A57 | Baïkonour         | Orbite basse          | Zenit-2 No. 55      | Satellite de reconnaissance         |
| 16 octobre 1967 | Voskhod 11A57 | Baïkonour         | Orbite basse          | Zenit-4 No. 36      | Satellite de reconnaissance         |
| 18 octobre 1967 | Tsiklon       | Baïkonour         | Orbite basse          | OGCh                | Test bombe atomique orbitale        |
| 18 octobre 1967 | Delta C1      | Cape Canaveral    | Orbite basse          | OSO 4               | Observatoire solaire                |
| 22 octobre 1967 | Molnia        | Baïkonour         | Orbite de Molnia      | Molniya-1           | Satellite de télécommunications     |
| 24 octobre 1967 | Vostok 8A92M  | Baïkonour         | Orbite héliosynchrone | Meteor 11F614 No. 8 | Satellite météorologique            |
| 25 octobre 1967 | Titan IIIB    | Vandenberg        | Orbite basse          | KH-8                | Satellite de reconnaissance optique |
| 27 octobre 1967 | Tsiklon-2 A   | Baïkonour         | Orbite basse          | I2-BM               | Satellite anti satellite            |
| 27 octobre 1967 | Soyouz 11A511 | Baïkonour         | Orbite basse          | Soyouz n°6          | Test Soyouz                         |
| 28 octobre 1967 | Tsiklon       | Baïkonour         | Orbite basse          | OGCh                | Test bombe atomique orbitale        |
| 30 octobre 1967 | Soyouz 11A511 | Baïkonour         | Orbite basse          | Soyouz n°5          | Test Soyouz                         |
| 30 octobre 1967 | Cosmos-3M     | Baïkonour         | Orbite basse          | Tselina-O GVM       | Satellite d'écoute électronique     |

#### Novembre
| Date             | Lanceur               | Base de lancement          | Type                   | Charge utile       | Notes                              |
| 2 novembre 1967  | Thorad SLV-2G Agena D | Vandenberg                 | Orbite basse           | Corona KH-4A-41    | Satellite de renseignement optique |
| 2 novembre 1967  | Thorad SLV-2G Agena D | Vandenberg                 | Orbite basse           | P-11 2e génération | Satellite d'écoute électronique    |
| 3 novembre 1967  | Voskhod 11A57         | Baïkonour                  | Orbite basse           | Zenit-4 No. 35     | Satellite de reconnaissance        |
| 5 novembre 1967  | Atlas SLV-3 Agena D   | Cape Canaveral             | Orbite géostationnaire | ATS 3              | Satellite technologique            |
| 7 novembre 1967  | Atlas SLV-3C Centaur  | Cape Canaveral             | Orbite lunaire         | Surveyor 6         | Atterrisseur lunaire               |
| 9 novembre 1967  | Saturn V              | Centre spatial Kennedy     | Orbite basse           | Apollo 4           | Vol Apollo sans équipage           |
| 10 novembre 1967 | Delta E1              | Vandenberg                 | Orbite héliosynchrone  | ESSA-TIROS 6       | Satellite météorologique           |
| 21 novembre 1967 | Cosmos-2              | Baïkonour                  | Orbite basse           | DS-P1-Yu No. 9     | Calibration radar                  |
| 22 novembre 1967 | Proton-K/D            | Baïkonour                  | Orbite lunaire         | Zond 1967B         | Survol de la Lune Échec            |
| 23 novembre 1967 | Cosmos-3M             | Baïkonour                  | Orbite basse           | Tsiklon            | Satellite de navigation            |
| 25 novembre 1967 | Voskhod 11A57         | Baïkonour                  | Orbite basse           | Zenit-2 No. 58     | Satellite de reconnaissance        |
| 29 novembre 1967 | Sparta                | Centre d'essais de Woomera | Orbite basse           | Wresat             | Satellite technologique            |

#### Décembre
| Date             | Lanceur               | Base de lancement | Type                  | Charge utile   | Notes                                                |
| 3 décembre 1967  | Voskhod 11A57         | Baïkonour         | Orbite basse          | Zenit-4 No. 39 | Satellite de reconnaissance                          |
| 5 décembre 1967  | Scout B               | Vandenberg        | Orbite basse          | OV3-6          | Satellite expérimental                               |
| 5 décembre 1967  | Titan IIIB            | Vandenberg        | Orbite basse          | KH-8           | Satellite de reconnaissance optique                  |
| 9 décembre 1967  | Thorad SLV-2G Agena D | Vandenberg        | Orbite basse          | Corona KH-4B-2 | Satellite de renseignement optique                   |
| 13 décembre 1967 | Delta E1              | Cape Canaveral    | Orbite héliocentrique | Pioneer 8      | Etude du vent solaire et de l'espace interplanétaire |
| 16 décembre 1967 | Voskhod 11A57         | Baïkonour         | Orbite basse          | Zenit-2 No. 57 | Satellite de reconnaissance                          |
| 19 décembre 1967 | Cosmos                | Kapoustine Iar    | Orbite basse          | DS-U1-G No. 2  | Etude de l'atmosphère                                |
| 26 décembre 1967 | Cosmos-2              | Kapoustine Iar    | Orbite basse          | DS-U2-V No. 3  | Astronomie, magnétosphère                            |
| 27 décembre 1967 | Tsiklon-2 A           | Baïkonour         | Orbite basse          | US-A           | Satellite de reconnaissance radar                    |

## Vol orbitaux

### Par pays
| Pays             | Lancements | dont échecs partiels/totaux | Remarques |
| ---------------- | ---------- | --------------------------- | --------- |
| France           | 2          |                             |           |
| Japon            | 1          | 1                           |           |
| Union soviétique | 74         | 10                          |           |
| États-Unis       | 65         | 4                           |           |
| Total            | 142        | 15                          |           |

### Par lanceur
| Famille de lanceurs  | Pays             | Lancements | dont échecs partiels ou totaux | Remarques                                                 |
| -------------------- | ---------------- | ---------- | ------------------------------ | --------------------------------------------------------- |
| Atlas                | États-Unis       | 2          |                                |                                                           |
| Atlas Agena          | États-Unis       | 9          |                                |                                                           |
| Atlas Centaur        | États-Unis       | 4          |                                |                                                           |
| Atlas D/E/F          | États-Unis       | 1          | 1                              |                                                           |
| Cosmos -/M/2         | Union soviétique | 13         |                                |                                                           |
| Cosmos 1/3/3M        | Union soviétique | 6          | 2                              |                                                           |
| Diamant              | France           | 2          |                                |                                                           |
| Lambda               | Japon            | 1          | 1                              |                                                           |
| Molnia               | Union soviétique | 7          | 1                              |                                                           |
| Proton               | Union soviétique | 4          | 3                              |                                                           |
| Saturn V             | États-Unis       | 1          |                                | Vol sans équipage après incendie mortel au sol d'Apollo 1 |
| Scout                | États-Unis       | 9          | 2                              |                                                           |
| Soyouz               | Union soviétique | 4          |                                |                                                           |
| Sparta               | États-Unis       | 1          |                                |                                                           |
| Thor                 | États-Unis       | 28         |                                |                                                           |
| Titan C,D,E          | États-Unis       | 3          |                                |                                                           |
| Titan II, IIIA, IIIB | États-Unis       | 7          | 1                              |                                                           |
| Tsiklon              | Union soviétique | 10         | 1                              |                                                           |
| Tsiklon-2            | Union soviétique | 2          |                                |                                                           |
| Voskhod              | Union soviétique | 20         | 3                              |                                                           |
| Vostok               | Union soviétique | 8          |                                |                                                           |
| Total                |                  | 142        | 15                             |                                                           |

### Par type d'orbite
| Orbite                 | Lancements | Succès | Échecs | Orbite atteinte involontairement | Remarques                                                                             |
| ---------------------- | ---------- | ------ | ------ | -------------------------------- | ------------------------------------------------------------------------------------- |
| Basse                  |            |        |        |                                  |                                                                                       |
| Moyenne                |            |        |        |                                  |                                                                                       |
| Haute                  |            |        |        |                                  | dont Molnia, orbite de transfert vers la Lune, orbite elliptique à forte excentricité |
| Géosynchrone/transfert |            |        |        |                                  |                                                                                       |
| Héliocentrique         |            |        |        |                                  | dont orbite de transfert interplanétaire                                              |

### Par site de lancement
| Pays             | Base de lancement          | Nombre de lancements | Remarques |
| ---------------- | -------------------------- | -------------------- | --------- |
| États-Unis       | San Marco                  | 1                    |           |
| Japon            | Uchinoura                  | 1                    |           |
| Union soviétique | Baïkonour                  | 67                   |           |
| Union soviétique | Kapoustine Iar             | 7                    |           |
| États-Unis       | Cape Canaveral             | 21                   |           |
| États-Unis       | Vandenberg                 | 40                   |           |
| États-Unis       | Centre spatial Kennedy     | 1                    |           |
| États-Unis       | Wallops Island             | 1                    |           |
| France           | Hammaguir                  | 2                    |           |
| Australie        | Centre d'essais de Woomera | 1                    |           |
|                  | Total                      | 142                  |           |

## Survols et contacts planétaires
| Date | Sonde spatiale | Événement | Remarque |
| ---- | -------------- | --------- | -------- |
|      |                |           |          |

### Sources
- (en) Jonathan McDowell, « Jonathan's Space Report », Jonathan's Space Page
- (en) Gunter Krebs, « Chronology of Space Launches », Gunter's Space Page